# 美国BD公司
碧迪医疗器械有限公司（又譯： 必帝股份有限公司 ，简称BD）是一家研发、生产和销售医疗设备，医疗系统和试剂的医疗技术公司。 BD公司于1897年在纽约成立，总部位于美国新泽西州的富兰克林湖，业务遍及全球。 公司的业务可分为BD医疗、BD诊断和BD生物科学三大类。生产销售包括医用耗材、实验室仪器、抗体、试剂、诊断等产品。公司的服务对象包括医疗机构、生命科学研究所、临床实验室、工业单位和普通大众。

## BD全球
BD 2011年财年的全球销售额超过78亿美元，投入的研究开发费用近4.8亿美元。BD在一百多年的发展进程中相继收购了十多家相关的医疗器械及医疗设备公司，使公司的经营规模、产品全面性及配套、综合竞争能力有了飞跃性的发展。BD在全世界50多个国家和地区设有分支办事机构、研发中心和制造工厂，业务遍及世界六大洲，全球雇员约五万人。

## BD业务
BD目前经营超过产品一万余种，是全球知名的医用一次性产品供应商，BD已成为世界知名的医疗技术及医疗设备公司之一。BD公司上市的所有产品均通过ISO国际质量认证。BD目前在中国市场推出的产品包括三大部分：医疗产品、诊断产品和生物科学产品。

### BD医疗
- 医疗系统产品
- 制药系统产品
- 糖尿病护理产品

### BD 诊断
- 诊断系统产品
- 标本分析前处理系统产品

## BD 百年历史
- 1897 BD在纽约创立，其旧址现作为文物被美国政府保存。
- 1898 BD就开始生产玻璃、金属注射器和体温计。
- 1924 BD开始生产胰岛素专用注射器。
- 40年代 BD创造性的发明了静脉血液专业采集系统及其他一系列标本采集产品。
- 1961 BD发明生产了世界上第一支一次性塑料注射器和一次性医用针头，引导全球进入一次性医用产品的阶段。
- 1966 BD首次被美国《财富》杂志评选为美国500强企业，并在以后多次跻身《财富》五百强之列。[3]
- 1973 BD推出全球第一台商业化流式细胞仪，确立了在细胞学研究领域的领先地位。
- 1975 BD生产了世界上第一台BACTEC110血培养仪。
- 1986 BD推出细胞分析史上第一个双色荧光直接标记的试剂。
- 1992 BD率先推出了自毁型疫苗注射器和新一代安全注射一次性针头，大力支持了联合国儿童基金会和世界卫生组织的安全注射项目。
- 1995 BD生产出当今世界唯一的全自动四色流式细胞分析分选仪。
- 2003 BD推出新型BD.ID病患识别系统，降低样本采集过程中出现医疗失误的潜在可能性。
- 2005 BD诊断公司通过其他公司业务的技术和其他资产得以进入蛋白组学这一新兴行业。
- 2006 BD被列入“全美最佳大公司”福布斯白金榜中的医疗卫生设备和服务目录。
- 2007 BD推出FACSCantoll系统，实现多至8色荧光分析和干细胞SP检测。
- 2007 BD诊断增加用于妇女宫颈癌快速复查诊断的TriPath系列产品。
- 2008 BD推出升级型流式细胞分选仪BD FACSAria II。
- 2005-2012 BD被美国《财富》杂志连续评为“最受尊敬的公司”之一。
- 2007-2012 BD连续被美国《Ethisphere》杂志评选为“世界最具道德规范公司”之一。[4]
- 2010-2012 BD公司荣获美国《财富》杂志评选的“最受推崇的公司”之一。[5]
- BD连续六年入选“道琼斯可持续发展世界指数”
- 2014年10月7日美国BD公司以49美元現金和0.0777的BD股份股票的形式，合共每股58美元的價格，斥資122億美元收購康爾福盛公司(CareFusion) (NYSE：CFN) 交易完成後，BD股東將持合併後公司約92%的股份，康爾福盛股東將持有8%的股份。
- 2017年4月24日美国BD公司以222.93美元現金加0.5077股，BD股票方式，合共每股317美元，斥資240億美元收購C. R. Bard，以擴大腫瘤及外科設備的產品組合，交易完成後，C. R. Bard股東將持有合併後公司大約15％股份。

## BD中国
BD于1994年正式派员在中国注册建立代表机构，开展对华业务。
BD于1995年8月投资2500万美元在中国江苏苏州工厂园区建立产生企业“苏州碧迪医疗器械有限公司”。2008年BD又投资2400万美元用于厂房扩建，该扩建工程于2010年5月顺利完成，厂房面积由原先的10000平方米扩大为26000平方米BD自2005年起总计投资4800万美元在中国江苏苏州工业园区建立“碧迪快速诊断产品（苏州）有限公司”。
BD于2012年5月宣布，苏州碧迪医疗器械有限公司生产二区项目在江苏省苏州工业园区正式启动。项目占地面积47866平方米，累积投资额将达到近20亿人民币，其中初期投资将超过8000万人民币。
BD在中国发展迅速。通过整合，目前成立了以上海为BD中国区总部，北京、广州等十四个办事处为核心的业务格局，带动辐射全国；有员工近2500人。